# Eilema impuncta
Eilema impuncta là một loài bướm đêm thuộc phân họ Arctiinae, họ Erebidae.